# Mezősámsond
Mezősámsond (románul Șincai) falu Romániában Maros megyében, Mezősámsond község központja.

## Fekvése
A falu Marosvásárhelytől 18 km-re északnyugatra a Komlód völgyének nyugati oldalán a Sámsondi-patak mentén fekszik.

## Története
1332-ben említik először Sancsund (Samsund) néven. Ekkor már egyháza is volt, melynek papja Ábrahám. 1334-ben Samsond, 1335-ben Samsud néven írták, 1470-ben Samsond néven említett település magyar jobbágysággal.
1552 után katolikus lakói reformátusok lettek. 1614-ben 28 családfőt számoltak itt össze, Mai római katolikus templomát 1773-ban építették Nepomuki Szent János tiszteletére. Anyakönyvet 1766-tól vezetnek.
1910-ben 2086 lakosából 1167 román, 909 magyar és 10 német volt. A trianoni békeszerződésig Maros-Torda vármegye Marosi felső járásához tartozott. 1992-ben 1142 lakosából 628 magyar, 432 román és 82 cigány volt.

## Látnivalói
- Református temploma 1845-ben, római katolikus temploma 1760-ban épült.Ortodox temploma is van, a görögkatolikusoknak pedig monostoruk volt a Monatesria nevű helyen.
- A hagyomány szerint a falu feletti Pogányvár nevű bozótos hegytetőn egykor vár állott, melynek azonban nyoma sincs.
- A  település szomszédságában levő Rhédey-Bethlen-kastélyt  1777 és 1779 között Rhédey Mihály építtette barokk stílusban. Később a kastély árverezés útján a Bethlen család birtokába került. Itt nevelkedett Bethlen István (1874–1946) miniszterelnök, aki – bár Gernyeszegen született – ezt a falut tartotta szülőföldjének. A kastélyt 1953-ban lerombolták, helyén kultúrotthont emeltek, s mára csak az emléke maradt meg.[2]
- Mocsár nevű határrészén ásványvizek törnek fel és sósvizű forrása is van. Határában metángázt találtak.

## Híres emberek
- Itt született 1754-ben Gheorghe Șincai történész, nyelvész; mellszobra a római katolikus templom mögötti közterületen áll.
- Itt élt Bethlen István magyar miniszterelnök.
- Itt született 1912. augusztus 7-én Hargitai Zoltán botanikus, tanár.